# تاكويا كاي
تاكويا كاي (باليابانية: 甲斐拓也؛ بالكانا: かい たくや) هو لاعب كرة قاعدة ياباني، ولد في 5 نوفمبر 1992 في أويتا في اليابان.

## وصلات خارجية
- تاكويا كاي على موقع الدوري الياباني لكرة القاعدة (الإنجليزية)
- تاكويا كاي على موقعبيزبول رفرنس.كوم (الدوري الثانوي) (الإنجليزية)
- تاكويا كاي على موقع أوليمبيديا (الإنجليزية)